# بيردي (فلم)
بردي (بالإنجليزية: Birdy) هو فيلم دراما تم إنتاجه في الولايات المتحدة وصدر في سنة 1984. من بطولة نيكولاس كيج.

## الميزانية والإيرادات
بلغت تكلفة إنتاج الفيلم حوالي 7.5 مليون دولار بينما حقق أرباحا تقدر بـ 1455045 دولار.

## وصلات خارجية
- مقالات تستعمل روابط فنية بلا صلة مع ويكي بيانات